# Карпов, Георгий Григорьевич
Гео́ргий Григо́рьевич Ка́рпов (7 июня 1898, Кронштадт, Российская империя — 18 декабря 1967, Москва, СССР) — советский государственный деятель, генерал-майор НКГБ (1945). С сентября 1943 по февраль 1960 года — председатель Совета по делам Русской православной церкви при Совете народных комиссаров СССР (позже — при Совете министров СССР).

## Биография
Родился в Кронштадте в семье рабочего. Отец — Григорий Петрович Карпов (? — 1918), краснодеревщик, резчик по дереву, участвовавший в оформлении таких памятников архитектуры, как Морской Никольский собор (Кронштадт).
В 1912 году окончил 4 класса Кронштадтского городского училища. После окончания в 1915 году ремесленного училища по специальности «слесарь», работал слесарем-арматурщиком на электромеханическом заводе Кронштадтского порта.
В 1918—1922 годы служил в РККФ на военных транспортах Балтийского флота «Борго», «Аргунь», «Хивинец» судовым машинистом, комиссаром.
Член РКП(б) с 1920 года. В органах ВЧК с 1922 года. В 1922—1928 годы служил в Особом отделе, а в 1928—1936 годах — в Контрразведывательном отделе и Секретно-политическом отделе ПП ОГПУ по Ленинградскому военному округу — УГБ УНКВД по Ленинградской области. Заместитель начальника, и. о. начальника УНКВД по Карельской АССР (1935—1936), член бюро Петрозаводского горкома ВКП(б).
В 1936—1937 годах — заместитель начальника, с июля 1937 года — начальник Секретно-политического отдела (затем — 4-го отдела) УГБ УНКВД по Ленинградской области, уполномоченный 2-го отдела ГУГБ НКВД СССР. Начальник Псковского райотдела НКВД Ленинградской области (1938—1939).
Начальник отделения 2-го отдела ГУГБ НКВД СССР (1939—1941). Заместитель начальника 3-го отдела 3-го Управления НКГБ СССР (февраль 1941 — июнь 1941). В 1941 году коллегия войск НКВД Ленинградского округа возбудила уголовное преследование в связи с его деятельностью в Пскове; дело было закрыто.
Великую Отечественную войну встретил майором госбезопасности. Начальник 4-го отдела 3-го Управлении НКВД СССР (июль 1941 — май 1943). С февраля 1943 года — полковник госбезопасности. Начальник 5-го отдела 2-го Управления НКГБ-МГБ СССР (май 1943 — май 1946). Начальник отдела «О» МГБ СССР (май 1946 — август 1947). Генерал-майор (1945).
С августа 1947 года уволен в запас по состоянию здоровья и зачислен в резерв КГБ при Совмине СССР.
В январе 1960 года Комиссией партийного контроля при ЦК КПСС исключён из рядов КПСС за нарушения социалистической законности, в марте 1960 года восстановлен в КПСС с объявлением строгого выговора. Было установлено, что «т. Карпов, работая в 1937—1938 гг. в Ленинградском управлении и Псковском окружном отделе НКВД, грубо нарушал социалистическую законность, производил массовые аресты ни в чём не повинных граждан, применял извращенные методы ведения следствия, а также фальсифицировал протоколы допросов арестованных. За эти незаконные действия большая группа следственных работников Псковского окружного отдела НКВД ещё в 1941 г. была осуждена, а т. Карпов в то время был отозван в Москву в центральный аппарат НКВД». Итоговая формулировка была следующая: «За допущенные нарушения социалистической законности в 1937—1938 гг. т. Карпов Г. Г. заслуживает исключения из КПСС, но, учитывая давность совершенных им проступков и положительную работу в последующие годы, Комитет партийного контроля ограничился в отношении Карпова Г. Г. объявлением ему строгого выговора с занесением в учетную карточку». С 1960 года на пенсии.
Похоронен в Москве на Новодевичьем кладбище.

### Председатель Совета по делам Русской православной церкви
К осени 1943 года Иосиф Сталин счёл целесообразным приступить к восстановлению практически полностью к тому времени уничтоженной в СССР Русской православной церкви как полностью подконтрольной руководству СССР структуры, возможно, под давлением союзников по антигитлеровской коалиции, а также руководствуясь внутриполитическими и внешнеполитическими соображениями. 4 сентября 1943 года Сталин пригласил троих митрополитов, представлявших «староцерковное» (ранее государство долгое время оказывало негласную поддержку обновленцам) крыло Православной Российской Церкви: Местоблюститель Патриаршего престола Сергий (Страгородский), митрополит Ленинградский Алексий (Симанский) и митрополит Киевский и Галицкий Николай (Ярушевич). Встреча была информационно и организационно подготовлена Карповым. В ходе встречи Сталин от имени правительства заверил иерархов в поддержке и разрешил избрать Московского Патриарха (по смерти в 1925 году Патриарха Тихона (Беллавина) Московская патриархия не имела полноценного возглавления); для постоянной рабочей связи Патриархии с руководством СССР был создан правительственный орган — Совет по делам Русской православной церкви при СНК СССР. Совет возглавил Георгий Карпов (на должности до 6 февраля 1960 года); продолжал возглавлять также церковный отдел НКВД.
Весной 1949 года начальник Отдела пропаганды и агитации ЦК ВКП(б) Дмитрий Шепилов докладывал Сталину о результатах проверки работы Карпова на посту руководителя Совета, в частности, следующее: «<…> Проверкой также установлено, что председатель Совета т. Карпов ежегодно преподносил подарки высшему духовенству Русской православной церкви за счет государственных средств. Такие подарки были произведены в 1944 году, а затем это из года в год повторялось т. Карповым. В 1947 г. патриарху Алексию было преподнесено в день его рождения и именин: парчи — 15 метров, серебряный кубок и малахитовая коробка на общую сумму 14552 рубля; митрополиту Николаю — парчи 10 метров и картина на общую сумму 6585 рублей; протопресвитеру Колчицкому — парчи 12 метров стоимостью в 890 рублей. В 1948 г. на подарки указанным лицам израсходовано 11574 рубля. В 1949 г. т. Карпов для подарка патриарху Алексию в день его именин 25 февраля приобрел телевизор стоимостью в 4 тысячи рублей. В свою очередь, т. Карпов в течение 1944—1947 гг. получал в подарок от патриарха Алексия картины, шкатулку и ковёр». Практика преподнесения подарков высшему духовенству была начата Советом в 1944 году и была согласована с Управлением делами Совета народных комиссаров СССР и разрешена лично Вячеславом Молотовым. В августе 1951 года член Совета И. И. Иванов подал донос на Карпова в ЦК КПСС, сообщив, что председатель обменивается подарками с Патриархом.
Патриарх Алексий I, как следует из его опубликованной переписки с Г. Г. Карповым, находился с ним в доверительных отношениях.
В 1956 году в ходе инициированной Никитой Хрущёвым антирелигиозной кампании, в которую Карпов, с точки зрения партийного руководства, недостаточно активно включился, Комитет партийного контроля при ЦК КПСС установил, что Карпов в 1937—1938 годах производил массовые аресты ни в чём не повинных граждан, применял извращённые методы ведения следствия, а также фальсифицировал протоколы допросов арестованных; поднимался вопрос об исключении его из КПСС. Из партии Карпов исключен не был, ему был объявлен строгий выговор с занесением в учётную карточку.
Во время хрущевской антирелигиозной кампании председатель Совета Георгий Карпов занял противоречивую позицию: он писал отчеты в ЦК КПСС о мерах по ограничению религиозных организаций и при этом рассылал местным Уполномоченным Совета инструктивные материалы о недопустимости административного нажима с целью сокращения численности духовенства и верующих. Например, в марте 1959 года Карпов разослал по Уполномоченным инструкцию, в которой осуждал их участие в «индивидуальной работе» с верующими, деятельность «по выявлению детей и молодежи в церквях» и «практику местных органов по проведению собраний трудящихся о закрытии церквей». В июне 1959 года за подписью Карпова Уполномоченным разослано письмо о закрытии приходов, в котором Председатель Совета по делам Русской православной церкви подчеркивает, что закрывать необходимо лишь приходы, «где длительное время нет служб, и в общинах осталось незначительное число верующих». При этом Карпов отмечал, что «эту работу нельзя проводить кампанейски, путем административного нажима» и напоминал, что запрещается закрывать церкви без согласия Совета. Карпов регулярно представлял в ЦК КПСС материалы как о незаконной деятельности церковников, так и о фактах «грубого администрирования» со стороны местных органов власти. В 1959—1960 годах Карпов безуспешно добивался приема у Н. С. Хрущёва и Е. А. Фурцевой.
За спиной Карпова отдел пропаганды и агитации по союзным республикам направил в Комиссию ЦК КПСС по вопросам идеологии, культуры и внешних партийных связей записку «О незаконной деятельности церковников и сектантов» и проект одноименного постановления. В Записке указывалось, что «за последние годы ослаблен контроль, особенно со стороны Совета по делам Русской православной церкви». В Записке также сообщалось, что «Карпов неправильно понимает задачи Совета, не желает учитывать изменения, происходящие в нашей стране». В ответ на эту Записку Карпов направил в ЦК КПСС "Пояснение к «Записке „О незаконной деятельности церковников и сектантов“», в котором отверг обвинения в свой адрес. 6 февраля 1960 года Постановлением Совета министров СССР «О т.т. Карпове и Куроедове» Карпов был снят с поста председателя Совета без указания причины.
Назначенный вместо Карпова в феврале 1960 года Владимир Куроедов в докладе на Всесоюзном совещании уполномоченных Совета 21 апреля 1960 года так характеризовал работу прежнего руководства Совета: «Главная ошибка Совета по делам православной церкви заключалась в том, что он непоследовательно проводил линию партии и государства в отношении церкви и скатывался зачастую на позиции обслуживания церковных организаций. Занимая защитнические позиции по отношению к церкви, совет вёл линию не на борьбу с нарушениями духовенством законодательства о культах, а на ограждение церковных интересов».

## Награды
Награждён орденами Ленина (1945), Красного Знамени (1944), Трудового Красного Знамени (1946), Красной Звезды (1937), «Знак Почёта» (1943) и медалями. Также награждён орденом «Звезда Румынии» степени Большого креста с лентой, пистолетом «Маузер», золотыми часами «За беспощадную борьбу с контрреволюцией» и знаком «Почётный работник ВЧК-ГПУ (XV)».

## Публикации
- Редакция Московской Патриархии, Митрополиту Николаю [поздравительная телеграмма по случаю первой годовщины издания «Журнала Московской Патриархии»] // Журнал Московской Патриархии. 1944. — № 9. — С. 5.
- Речь на Поместном Соборе // Журнал Московской Патриархии. 1945. — № 2. — С. 8-10.
- В редакцию «Журнала Московской Патриархии» // Журнал Московской Патриархии. 1945. — № 10. — С. 32
- Телеграмма // Журнал Московской Патриархии. 1946. — № 11. — С. 20.
- Православна црква у Совjетском Савезу. Београд, 1947 (также изд. на болг., чеш., словац. и румын. языках).
- Речь, произнесенная в Воскресенском храме в Сокольниках перед открытием торжественного юбилейного Собрания (8 июля 1948 г.) // Журнал Московской Патриархии. 1948. спец.номер. — С. 11-12
- В редакцию «Журнала Московской Патриархии» // Журнал Московской Патриархии. 1954. — № 11. — С. 3.
- В редакцию «Журнала Московской Патриархии» // Журнал Московской Патриархии. 1955. — № 1. — С. 5.
- В редакцию «Журнала Московской Патриархии» // Журнал Московской Патриархии. 1957. — № 1. — С. 16.
- В редакцию «Журнала Московской Патриархии» // Журнал Московской Патриархии. 1957. — № 5. — С. 14.
- Приветственный адрес от Совета по делам Русской Православной Церкви при Совете Министров СССР [поздравление Святейшего Патриарха Алексия по случаю 80-летия со дня рождения] // Журнал Московской Патриархии. 1957. — № 11. — С. 4-5.
- В редакцию «Журнала Московской Патриархии» [благодарность за поздравления по случаю 40-летия Великой Октябрьской социалистической революции] // Журнал Московской Патриархии. 1957. — № 11. — С. 3.
- В редакцию «Журнала Московской Патриархии» [благодарность за новогодние поздравления] // Журнал Московской Патриархии. 1958. — № 1. — С. 24.
- В редакцию «Журнала Московской Патриархии» [благодарность за поздравления по случаю 41-й годовщины Великой Октябрьской социалистической революции] // Журнал Московской Патриархии. 1958. — № 11. — С. 3.
- В редакцию «Журнала Московской Патриархии» [благодарность за поздравления с 42-й годовщиной Великой Октябрьской социалистической революции] // Журнал Московской Патриархии. 1959. — № 11. — С. 5.
- В редакцию «Журнала Московской Патриархии» [благодарность за новогодние поздравления] // Журнал Московской Патриархии. 1959. — № 1. — С. 11.
- В редакцию «Журнала Московской Патриархии» [благодарность за поздравления с праздником 1 Мая] // Журнал Московской Патриархии. 1958. — № 5. — С. 16.
- Патриарху Московскому и всея Руси Алексию [благодарность за поздравления по случаю 41-й годовщины Великой Октябрьской социалистической революции] // Журнал Московской Патриархии. 1958. — № 11. — С. 3.
- В редакцию «Журнала Московской Патриархии» [благодарность за поздравления с праздником 1 Мая] // Журнал Московской Патриархии. 1959. — № 5. — С. 8.
- В редакцию «Журнала Московской Патриархии» [благодарность за новогодние поздравления] // Журнал Московской Патриархии. 1960. — № 1. — С. 13.